# Diego Camargo
Diego Andrés Camargo Pineda (* 3. Mai 1998 in Tuta) ist ein kolumbianischer Radrennfahrer.

## Sportlicher Werdegang
Camargo stammt aus armen Verhältnissen. Seinem Trainer Ricardo Mesa fiel er auf, als Camargo bei einem Rennen an seiner Schule mit einem gewöhnlichen Fahrrad die eingeladenen Fahrer eines Radsportvereins distanzierte. Sein Trainer überzeugte ihn von einer Zukunft im Radsport, sein erstes Rennrad bekam er vom Bürgermeister seiner Heimatstadt persönlich geschenkt. 2018 wurde er Mitglied im kolumbianischen UCI Continental Team Coldeportes Zenu, mit dem er zunächst bei nationalen Rennen antrat. 2019 gewann er die Vuelta a Boyacá. Zur Saison 2020 wechselte er zum Team Colombia Tierra de Atletas-GW Bicicletas, mit dem er erstmals auch international in Erscheinung trat. 
Im November 2020 gewann Camargo die Gesamtwertung der Vuelta a Colombia. Obwohl diese nicht im Rennkalender der UCI stand, weckte er mit seinem Erfolg das Interesse mehrerer Profiteams. Letztendlich erhielt er mit Vermittlung durch Rigoberto Urán einen Vertrag beim UCI WorldTeam EF Education-Nippo ab der Saison 2021. Für sein neues Team trat er dreimal bei einer Grand Tour an, die er jeweils auch beendete. Insgesamt blieb ihm bisher jedoch ein zählbarer Erfolg verwehrt.
Im Jahr 2024 wechselte er zum mexikanischen UCI Continental Team Forte Petrolike-Androni Giocattoli, 2025 wurde er Mitglied im Team Medellín-EPM.

## Erfolge
2020
- Gesamtwertung Vuelta a Colombia

## Grand-Tour-Platzierungen
| Grand Tour            | 2021 | 2022 | 2023 |
| --------------------- | ---- | ---- | ---- |
| Giro d’ItaliaGiro     | –    | –    | –    |
| Tour de FranceTour    | –    | 79   | –    |
| Vuelta a EspañaVuelta | 53   | –    | 84   |